# Lookism (manhwa)
Lookism (외모지상주의 Oemojisangjui?)  es un webtoon surcoreano escrito e ilustrado por Park Tae-jun. Se publicó por primera vez en línea en noviembre de 2014 en Naver WEBTOON. La historia gira en torno a un estudiante de secundaria que puede cambiar entre dos cuerpos: uno gordo y feo, y el otro atlético y guapo.

## Sinopsis
Daniel Park, o Park Hyung-seok, es un estudiante de secundaria impopular, gordo y feo que es despreciado. Constantemente intimidado y acosado todos los días por Logan Lee, a menudo saca su enojo verbalmente contra su madre. Decidido a huir de sus problemas actuales y comenzar de nuevo, se muda a Seúl y asiste a una nueva escuela secundaria. Sin embargo, una noche durante las vacaciones, obtiene un nuevo cuerpo alto, musculoso y muy guapo. También se da cuenta de que al dormir en un cuerpo, despierta en el otro, y que no importa si lleva 24 horas seguidas despierto, siempre se siente descansado en el cuerpo que ocupa.
Sus días siempre se dividen entre los dos cuerpos, su hermoso cuerpo para el día y el original para la noche. Mientras Daniel vive su vida con sus dos cuerpos, comienza a ver cuánto el mundo discrimina a las personas simplemente por ser poco atractivas o diferentes. De ahí el nombre de la obra "Lookism".
A través de su cuerpo original, experimenta la discriminación y el odio del mundo, al mismo tiempo que ve la bondad y el trato especial a través del otro. Con su nuevo cuerpo lleva numerosas experiencias de vida, desde convertirse en una celebridad, ser aprendiz para una compañía de entretenimiento, modelar ropa de marca. Sin embargo, una vez que el día se convierte en noche, este sueño se convierte en una cruda realidad de lo que realmente es el mundo después de que Daniel regresa a su cuerpo original.
A pesar de que el drama escolar es algo común al principio de la obra, luego Daniel deberá experimentar junto a sus amigos sobre la crueldad del mundo, en donde muchas veces solo podrá encontrar la tristeza y el dolor.

## Personajes

#### Personajes principales
- Daniel Park / Park Hyung-seok: Daniel Park, del Departamento de Moda, es un estudiante de secundaria ingenuo que es intimidado por Logan Lee al comienzo de la serie. Justo antes de transferirse a Jaewon High para huir de sus matones, se despierta un día con un cuerpo más delgado y atractivo al lado del regordete. Con su nueva habilidad, hace nuevos amigos y aprende sobre el mundo y sobre sí mismo a través de dos puntos de vista. Además de tener que descubrir los misterios sobre su nuevo cuerpo. El cuerpo más delgado se basó en el modelo Park Hyung-seok.
- Vasco / Lee Eun-tae: Vasco, del Departamento de Arquitectura, tiene la reputación de ser un "Robin Hood", ya que defiende a los débiles y acosados. Es uno de los personajes más fuertes de la serie y es el líder de la pandilla, Burn Knuckles, que "castiga a los matones". Su exterior duro es engañoso ya que es muy dulce y busca la amistad de aquellos que considera buenas personas. También es amigo de la infancia de Jace Park. El personaje Vasco está inspirado en el k-rapero de la vida real con el mismo nombre.
- Jay Hong / Hong Jae-yeol: Jay Hong, del Departamento de Moda, es un personaje silencioso y misterioso. Es adinerado, lucha con las artes marciales systema y kali, y ayuda a los que le gustan. Muchos lectores especulan que a lo largo de la serie Jay tiene "sentimientos románticos" hacia Daniel Park, como guardar un cupón con el rostro de Daniel en su billetera, adoptar a los cachorros de Enu, darle ropa demasiado costosa y sentirse "incómodo" al ver a Crystal Choi con Daniel Park en una tienda de ropa. Pero también se sabe que su padre es el presidente de uno de los conglomerados más grandes en la obra y que este fue exiliado del resto de su familia.
- Zack Lee / Lee Jin Sung: Zack Lee, del Departamento de Moda, es un boxeador y es bastante agresivo a excepción de su debilidad por su amiga de la infancia, Mira Kim, de quien está enamorado. Él quiere convertirse en su novio, pero a ella no le gusta la violencia, así que intenta cambiar por ella. Con la influencia de Mira, Zack deja de intimidar a otros, disminuye la cantidad de veces que se mete en peleas, se vuelve más paciente y en general madura. Una vez fue amigo de Johan Sung, aunque Johan desapareció después del evento de culto de God Dog.
- Mira Kim / Kim Mi Jin: Mira Kim, del Departamento de Moda, es una persona compasiva, cariñosa y paciente. Es muy observadora cuando se trata de las emociones humanas y ve lo bueno en todos. No le gusta pelear y cree que hay mejores formas de resolver problemas, por lo que se enoja cuando Zack se mete en peleas. Es amiga de la infancia de Johan Sung y Zack Lee. Ambos estaban enamorados de ella, pero ellos nunca fueron exactamente correspondidos. Es muy atractiva y hermosa, lo que la ha puesto en riesgo de ser violada varias veces.
- Zoe Park / Park Ha Neul: Zoe Park, del Departamento de Moda, es una hermosa chica que, al principio, intenta usar su encanto para conseguir lo que quiere. Sin embargo, después de que el cuerpo original de Daniel la salva de un acosador, ella desarrolla sentimientos por su cuerpo original, lo que demuestra que no le importan las apariencias tanto como antes.
- Crystal Choi / Choi Soo Jung: Crystal Choi, la hija del presidente de la empresa HNH, es el segundo personaje que se descubre que tiene dos cuerpos. Aparece por primera vez como una estudiante obesa que se transfiere al Departamento de Moda en la escuela de Daniel. Sin embargo, a diferencia de Daniel Park, Crystal Choi elige vivir en su cuerpo original durante el día. Esto muestra que siente una pizca de orgullo en su primer cuerpo. El trato diferente a sus dos cuerpos la lleva a creer firmemente que "todos los hombres son iguales" y que el mundo juzga sin razón a aquellos con apariencias diferentes. Esto explica su disgusto inicial hacia Daniel en su forma hermosa, aunque su trato hacia Daniel muestra su hipocresía ya que lo trata mal y lo mira como un matón egoísta. También le gusta el cuerpo original de Daniel.

#### Personajes secundarios
- Madre de Daniel / Sra. Park: La trabajadora madre soltera de Daniel. Ella trabaja el doble de duro para hacer que Daniel ingrese a Jae Won High, desde doblar y vender cartones y cajas vacías hasta trabajar en mesas de espera a tiempo parcial. Ella sacrificó todo por su hijo, solo para verlo feliz y contento. Ella transfiere a su hijo a Jae Won High después de presenciar cómo Logan lo intimida. A pesar de casi malcriar a su hijo, lamentablemente nunca consiguió nada para ella. Poco a poco, Daniel devuelve sus sacrificios.
- Jace Park / Park Beom-jae: El número dos de los Burn Knuckles y amigo de la infancia de Vasco. Él es quien ayudó a Vasco a superar su aicmofobia e incluso se hizo un tatuaje que decía "My Hero ET", ET que significa Eun Tae.
- Duke Pyun / Pyun Deok-hwa: Del Departamento de Danza Vocal y aspirante a rapero. Debido a su cuerpo, fue acosado por otros y rechazado por los productores. Pero al conocer y colaborar con Daniel, ganó confianza y comenzó a hacer streaming de video de Paprika TV. También se convirtió en miembro de PTJ Entertainment, cuando fue etiquetado junto con Daniel y Joy. Allí, se hizo famoso por su habilidad para rapear, a pesar de su tamaño corporal.
- Logan Lee / Lee Tae-sung: Un hombre fuerte y grande que solía intimidar a Daniel Park con frecuencia en su antigua escuela y en el primer cuerpo, y fue una de las principales causas de que Daniel se mudara a Seúl. Desafortunadamente, Logan se mudó a Seúl y casualmente ingresó a la misma escuela que Daniel, y ahora reside en el Departamento de Animación.
- Jiho Park / Park Ji-ho: Un niño que se enfrentó a muchos acoso hasta que Daniel lo tomó bajo su protección. Muestra signos de un complejo de inferioridad a lo largo de la serie y finalmente va a una prisión de menores por intento de asesinato de Daniel Park y James Gong. Pierde la cordura en prisión de menores.
- Vin Jin / Jin Ho Bin: Un miembro arrogante del Departamento de Danza Vocal. Afirma que es mejor que el resto. Nunca se quita las gafas. Tiene miedo de perder sus gafas, revelando que se vuelve loco una vez que se las quita. Además de que sus ojos tienen un misterio que se reveló a lo largo de la serie. El es originario de un pequeño pueblo llamado Cheonliang en el cual era muy famoso por ser un gran luchador y otras situaciones sobre su oscuro pasado.

- Mary Kim: Mary es una chica rubia que es amiga de Vin Jin y está en el Departamento de Voz y Danza. Ella es bastante bonita y es conocida en Cheonliang (su ciudad natal y la de Vin Jin) como la ''Emperatriz de dos segundos'' porque es tan buena luchando en el arte marcial judo que puede derrotar a sus oponentes en dos segundos.
- Kim Yoo-yi: Presentado durante el arco de Paprika TV Streaming. Una BJ líder en el sitio web, hasta que se unió Zoe. Su novio la golpeó después de que Zack expuso su coqueteo con Daniel. Más tarde, desarrolló sentimientos por Zack. Además de pertenecer a la empresa de Crystal Choi considerada una gran streamer.
- Park Tae-joon: Es miembro del Departamento de Arquitectura. Era un famoso que se burlaba de un gánster llamado Shin Dae Hoon en sesiones de trabajo. Obtuvo una paliza después de ser atrapado con Lee Hyun-do/Doo Lee. Luego fueron liberados por Vasco, Zack y Daniel. Este personaje comparte el mismo nombre del autor de la obra y además de que este es el fundador de la empresa PTJ Company en la que están relacionados algunas obras en el mismo universo de Lookism.
- Leon Lee: Estudiante de primer año del Departamento de Arquitectura. La persona misteriosa que se revela como una chica, aunque convence a todos en J High de que es un chico. Se da a entender que siente algo por Vasco.
- Joy Hong / Hong Jae-hye: Hermana pequeña de Jay y modelo de Aboki. Más tarde entró en J High para ver a Daniel.
- Lee Nam Soo: Uno de los compañeros de clase nerd, inicialmente Zack le encargó que le comprara zapatos, pero termina siendo estafado. Luego, después de que se resolvió el problema, compró un anillo Chrome Hearts. Más tarde, comenzó los rumores de que Daniel era pobre y no tenía sentido de la moda, lo que lleva a Jay a darle a Daniel toda su ropa.
- David, Dylan y Sarah Park: Primos de Daniel. Dylan es un aspirante a rapero y fan de Duke. David es un chico universitario. Sarah es la hermana de Dylan, quien también está enamorada del otro cuerpo de Daniel Park.
- Hong Ki-tae: Hermano mayor de Jay y director del Grupo H.
- Samuel Seo/ Seo Seong Eun : Es el director del cuarto afiliado de Workers cuando aún existía la empresa ONE MCN. Luego de que esta fuera destruida por parte de Daniel, el se lo agradeció y se fue para poder fundar otro negocio para el nuevo cuarto afiliado siendo presidente de este.
- Alexander Hwang: Presidente del cuarto afiliado de Workers.
- Like What y So Funny: Dos chicas que se escaparon de sus turbulentas vidas hogareñas y se unieron a las familias fugitivos. Fueron forzadas a cometer estafas de prostitución por su familia fugitiva y más tarde se unieron al Hostel B, ya que era un ambiente más estable y no abusivo. Por temor a ser expulsados del Hostel B si no ganaban dinero (como esto sucedía con frecuencia en algunas familias fugitivas), comenzaron a transmitir en ONE MCN por dinero.
- Warren Chae / Chae Won-seok: Uno de los miembros del Hostel original que busca a Eli. Es conocido como el "Poderoso Warren Chae de Gangdong" y, a menudo, habla en oraciones entrecortadas y faltantes.
- Eli Jang / Jang Hyun: El único miembro masculino del departamento de belleza. Es padre soltero de una niña llamada Yenna. Gun tiene sus ojos puestos en él porque no solo es miembro del Hostel original, sino que él lo creó.
- Sally Park: Uno de los miembros del Hostel original que busca a Eli. Ella es una huérfana que vive en un edificio abandonado que heredó y generalmente se la ve con Warren Chae.
- Max Kang y Derek Cho: Dos de los miembros originales de Hostel. Derek  se convirtió en un distribuidor de tteokbokki y Max en un promotor de clubes.
- Olly Wang: Anteriormente formaba parte del Hostel original, pero creó otro llamado Hostel "A" después de que el original se disolvió.
- James Gong: Anteriormente el matón psicótico de Jiho, al que le encanta herir a sus enemigos y hacer cosas sucias. Engañó a Ji-ho vendiendo la cuenta bancaria que Ji-ho hizo para él y fue empujado por la ventana del edificio con Daniel. Sobrevivió al incidente, pero empeoró mentalmente después de eso. Luego de un tiempo se unió a Hostel A en el que se convirtió en el tercer tío.
- Jasmine Huh: Compañera de clase de Daniel y mitómana. Inicialmente acusó a Vasco de robarle su bolso, luego estafó a los fetichistas con artículos usados, mintiendo diciendo que pertenecían a Joy, Zoey, Mira y Mary. Luego desapareció, uniéndose a James Gong y en el grupo de Olly Wang. Su padre abusó de ella, así que se fue de casa. Luego se unió a Hostel A y actualmente está con James y los niños que Olly crío.
- Johan Seong / Seong Yo Han: Johan es el amigo de la infancia de Zack y Mira. Siempre lo acosaban porque era pobre y su madre se estaba quedando ciega. Estaba enamorado de Mira y el estado mental de su madre se deterioró cuando se unió al culto de God Dog. Johan finalmente abandonó a todos los que le importaban cuando creó God Dog, una de las 4 pandillas principales de Seúl, tomando la mascota del culto como suya.
- Park Jong Gun / Gun: Gun es el guardaespaldas gánster de Crystal Choi, que anteriormente extorsionaba dinero a otros. Tiene ojos de color inverso, ya que al parecer se mantiene en un constante estado de inconsciencia, además de que es un excelente luchador y conoce muchos artes marciales. Además de ser el encargado de recolectar dinero de los 4 grandes equipos de Seúl. También muestra signos de sadomasoquismo.
- Kim Joon Goo / Goo Kim: Presentado durante el arco de Vasco, un luchador que frecuentaba centros juveniles. Se convirtió en el igual de Gun y está a cargo de un negocio de extorsión que también realizaba con Gun para Charles Choi. Luego se dice que el es un gran luchador y que le encantan las espadas para enfrentar a peleadores totalmente fuertes.
- Jake Kim: Jake es el líder de la pandilla Big Deal y es un excelente luchador. Lo ponen en una prisión de menores por una red de apuestas ilegales y se ve fuertemente influenciado por las luchas sucias de Ji Ho en su estadía. Luego de salir de la cárcel jura que se vengara de Gun por lo que les hizo.
- Jerry Kwon: El número dos de Jake y de Big Deal, también conocido por su fuerza como la "Espada de Jake Kim". Es considerado más fuerte que este pero a pesar de esto se mantiene fiel a su líder.
- Jin Jang: El ex sub-líder de God Dog hasta que este traicionó a Johan, más adelante se revela que el era el líder de una pandilla llamada K-House la cual fue disuelta por Johan cuando estaba por crear a God Dog. Luego este revive a K-House y se une a los Workers.
- Kouji / Ko Woo Ji: Considerado uno de los 10 genios del presidente Charles Choi. Es un hacker genio, el cual engañó a los operadores ilegales de toto y pirateó la fuente de seguridad de la tienda en la que trabaja Daniel.
- Charles Choi: Padre de Crystal y presidente de HNH Group. Se revela que trabajó en una tienda de conveniencia hace años hasta que junto a Gun realizar negocios con las ganancias de los cuatro grandes equipos. Y durante su pasado se menciona que este fue un miembro de la pandilla de Gapryong Kim durante generación 0.
- Steve Hong: Padre de Ki-tae, Joy y Jay y presidente de H Group.
- DG (Diego Kang): Un talento K-pop de PTJ, más tarde CEO de la agencia, y uno de los 10 genios de Charles Choi. A lo largo de la historia se da a entender que él conoce sobre el secreto de Daniel, además. Su personaje fue inspirado en el cantante G-Dragon.
- Oliver Jang / Jang Udon: Talento aprendiz de PTJ durante 6 años y exnovio de ARU. Atrapado como aprendiz de rango C junto a La Sol debido al sesgo de ARU en su contra. Posteriormente debuta en un nuevo grupo llamado Inspirit.
- La Sol / Ra Sol: Otro talento en prácticas de PTJ y antiguo amigo de ARU. Atrapado como aprendiz de rango C junto a Oliver Jang debido al sesgo de ARU en su contra. Más tarde se convirtió en entrenador residente de rango A de PTJ.
- Tom Lee: Uno de los 10 genios de Charles Choi, dueño de la agencia Tigre Blanco la cual es principalmente contratada por parte de los Workers. Es uno de los personajes más fuertes de la obra.
- ARU: Anteriormente novia de Oliver y estrella principal de PTJ. Fue atrapada en un sillón de casting por un importante inversor de PTJ en su desesperación por hacerse famosa, pero se salvó.
- Justine Peng y Chuck Kwak: Dos inmigrantes ilegales chinos inicialmente rechazados por Jake Kim, aceptados por Olly Wang. Más tarde, instalaron una tienda de brochetas después de la disolución del Hostel A, donde Johan y Zack se batieron en duelo. Después de esto se los ve ayudando a los Workers, pero con un plan secreto para descubrir un misterio oculto.
- Gapryong Kim: Padre de Jake Kim y uno de los personajes más influyentes de su época dentro de la obra debido a sus distintas acciones en el pasado y que son mencionadas constantemente, además de ser conocido por haber sido un gran luchador.
- James Lee: Mencionado a lo largo de la obra como un genio de Charles Choi, además de ser conocido como la leyenda de la primera generación.Todo lo conocido sobre es un misterio constante.

## Tema
El título explica por sí mismo el tema; Lookism, o sesgo debido a la apariencia física de una persona. El personaje principal es un estudiante gordo y poco atractivo que es intimidado por los más fuertes que él. La historia también tiene temas que incluyen (pero que no se limitan) pandillas, extorsión, maltrato de animales, cultos, acecho, violación e intento de asesinato

## Diseño de personajes
El diseño de Daniel Park se inspiró en un modelo llamado Park Hyung-seok, el diseño de Jay Hong se inspiró en un modelo llamado Hong Jae-yeol, DG se inspiró en G-Dragon, el diseño de Oliver Jang se inspiró en Jang Dongwoo, el diseño de ARU se inspiró en IU, Vasco / Euntae Lee se inspiró en un rapero cuyo antiguo nombre artístico era Vasco . El creador del manhwa es Park Tae-Jun, otro modelo.

## Adaptaciones
En 2019, Tencent produjo la serie de televisión china de 38 episodios 外貌 至上 主义 (Wàimào zhìshàng zhǔyì), basada en Lookism, y protagonizada por Park Solomon, Wayne Zhang, Wang Zi Xuan y Dino Lee.
Una serie de anime coreano de Studio Mir se anunció el 25 de septiembre de 2022. Ateez interpreta el tema principal. Su estreno en Netflix iba a estar programado para el 4 de noviembre de 2022, pero fue pospuesto para diciembre del mismo año, como consecuencia directa de la tragedia de Itaewon en Corea del Sur.